# Рекшин
Ре́кшин — село в Україні, у Нараївській сільській громаді Тернопільського району Тернопільської області. Розташоване на річці Золота Липа, на заході району. Адміністративний центр колишньої Рекшинської сільської ради (до 5 квітня 2019 року),  якій було підпорядковано села Двірці, Писарівка, Поточани та Стриганці; хутір Ліс (3-4 сім'ї)
Населення — 400 осіб (2007). Дворів — 135.

## Географія

### Клімат
Для села характерний помірно континентальний клімат. Рекшин розташований у «холодному Поділлі» — найхолоднішому регіоні Тернопільської області.
| Клімат Рекшина            | Клімат Рекшина | Клімат Рекшина | Клімат Рекшина | Клімат Рекшина | Клімат Рекшина | Клімат Рекшина | Клімат Рекшина | Клімат Рекшина | Клімат Рекшина | Клімат Рекшина | Клімат Рекшина | Клімат Рекшина | Клімат Рекшина |
| Показник                  | Січ.           | Лют.           | Бер.           | Квіт.          | Трав.          | Черв.          | Лип.           | Серп.          | Вер.           | Жовт.          | Лист.          | Груд.          | Рік            |
| Середній максимум, °C     | −1,4           | 0,0            | 4,9            | 12,9           | 19,0           | 22,2           | 23,4           | 22,9           | 18,5           | 12,7           | 5,5            | 0,6            | 11             |
| Середня температура, °C   | −4,3           | −2,8           | 1,4            | 8,1            | 13,7           | 16,9           | 18,1           | 17,5           | 13,5           | 8,3            | 2,7            | −1,8           | 7              |
| Середній мінімум, °C      | −7,1           | −5,5           | −2,1           | 3,4            | 8,4            | 11,6           | 12,9           | 12,1           | 8,5            | 3,9            | −0,1           | −4,2           | 3              |
| Норма опадів, мм          | 33             | 32             | 34             | 49             | 76             | 89             | 94             | 71             | 56             | 39             | 38             | 41             | 652            |
| ------------------------- | -------------- | -------------- | -------------- | -------------- | -------------- | -------------- | -------------- | -------------- | -------------- | -------------- | -------------- | -------------- | -------------- |
| Джерело: climate-data.org |                |                |                |                |                |                |                |                |                |                |                |                |                |

## Історія
Перша писемна згадка — 1421 року.
У податковому реєстрі 1515 року в селі 2 лани (близько 50 га) оброблюваної землі.
1626 року внаслідок нападу татар село було зруйноване на 50%.
Діяли «Просвіта», «Луг» та інші українські товариства, кооператива.
12 червня 2020 року, відповідно до розпорядження Кабінету Міністрів України № 724-р «Про визначення адміністративних центрів та затвердження територій територіальних громад Тернопільської області» увійшло до складу Нараївської сільської громади.
19 липня 2020 року, в результаті адміністративно-територіальної реформи та ліквідації Бережанського району, село увійшло до складу Тернопільського району.

## Пам'ятки
- Церква Преображення Господнього (1998, мурована),
- Капличка (1992).
- Насипано символічну могилу УСС,
- встановлено пам'ятні знаки жертвам сталінських репресій і Т. Шевченку (всі — 1990).

## Соціальна сфера
Працюють загальноосвітня школа І-ІІІ ступенів, клуб, бібліотека, ФАП, відділення зв'язку, ТОВ «Вільна Україна», торговельний заклад.

## Відомі люди

### Народилися
- поетеса Марія Чумарна.

## Галерея

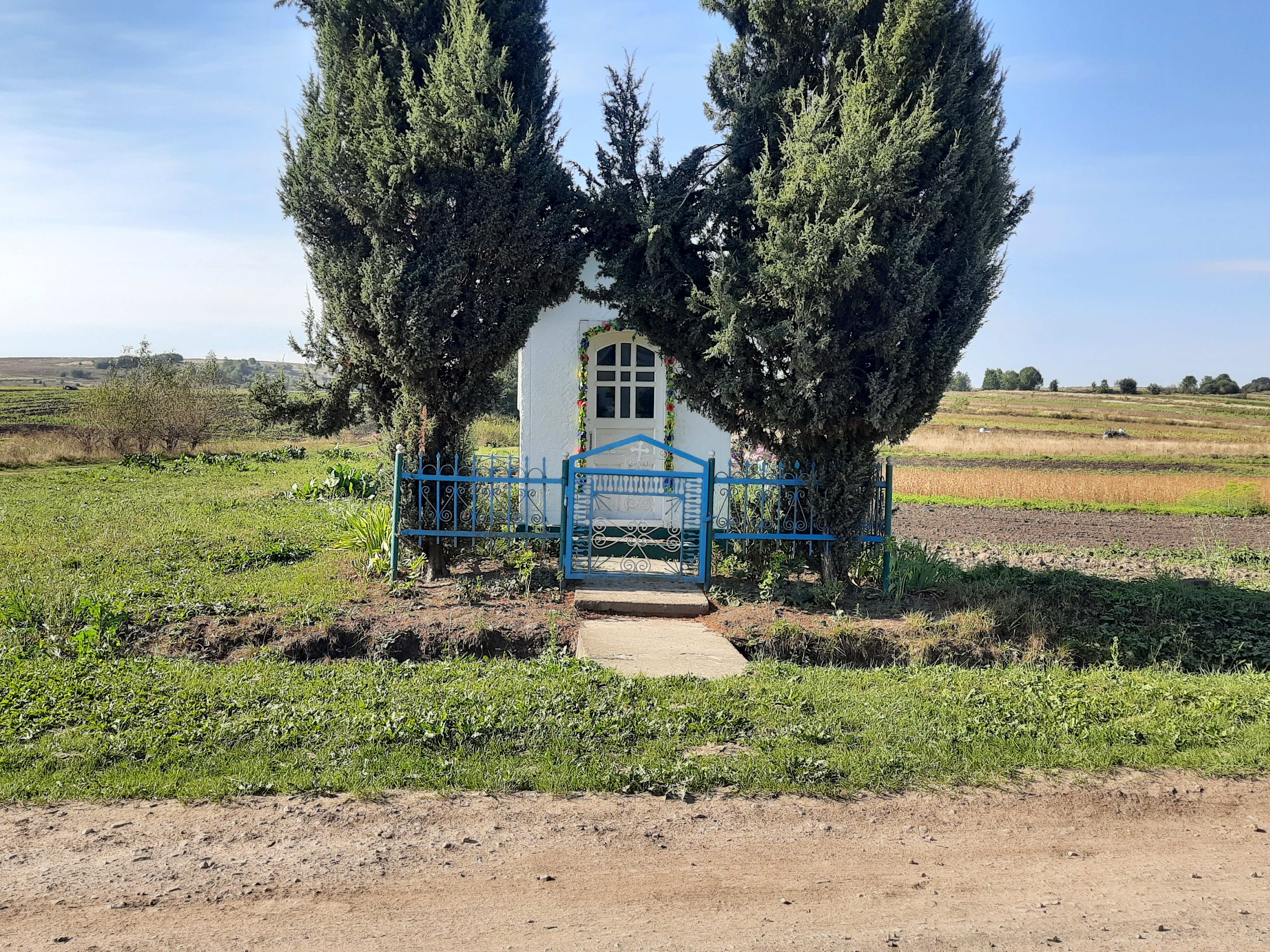
Капличка
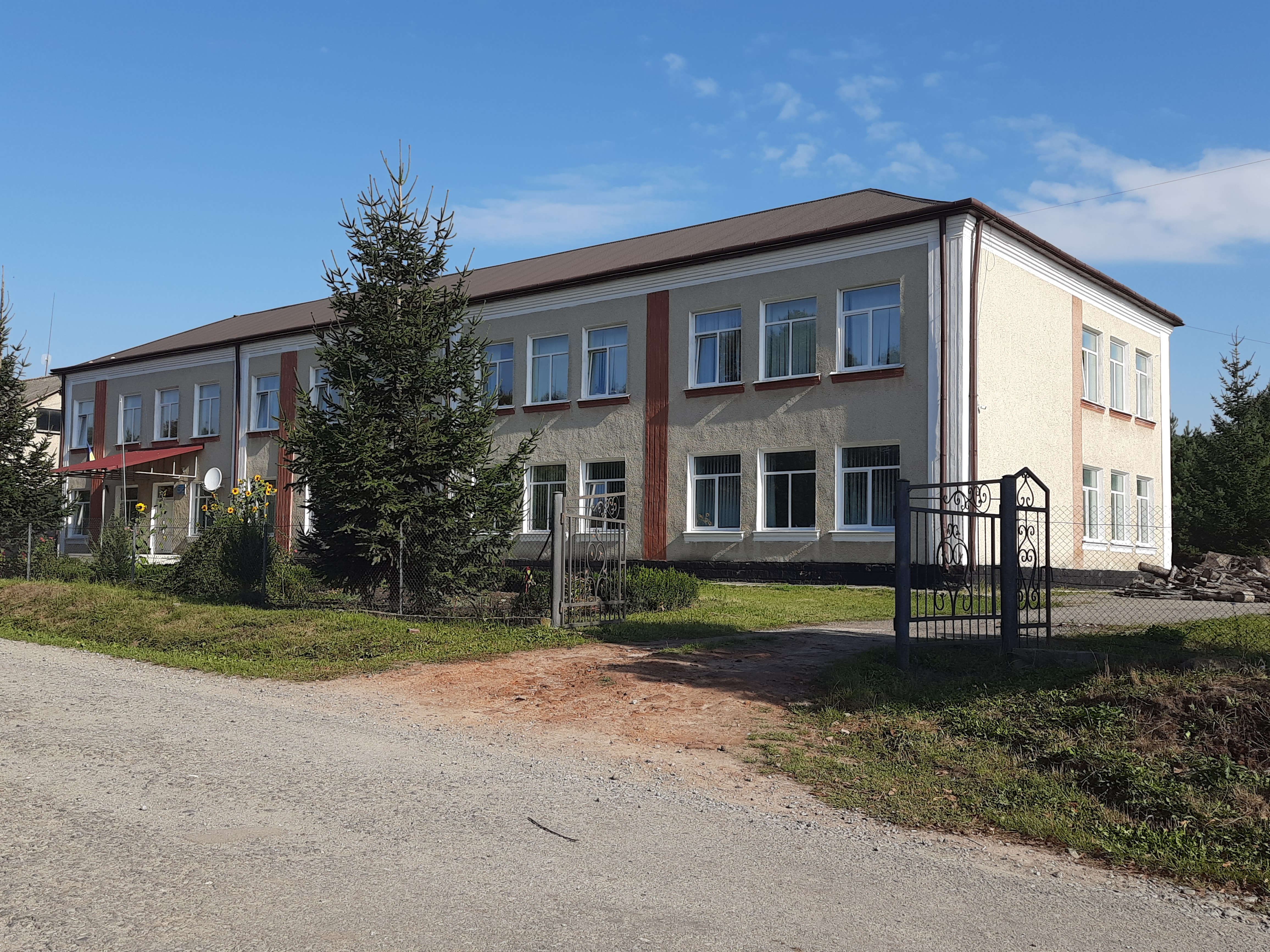
Школа
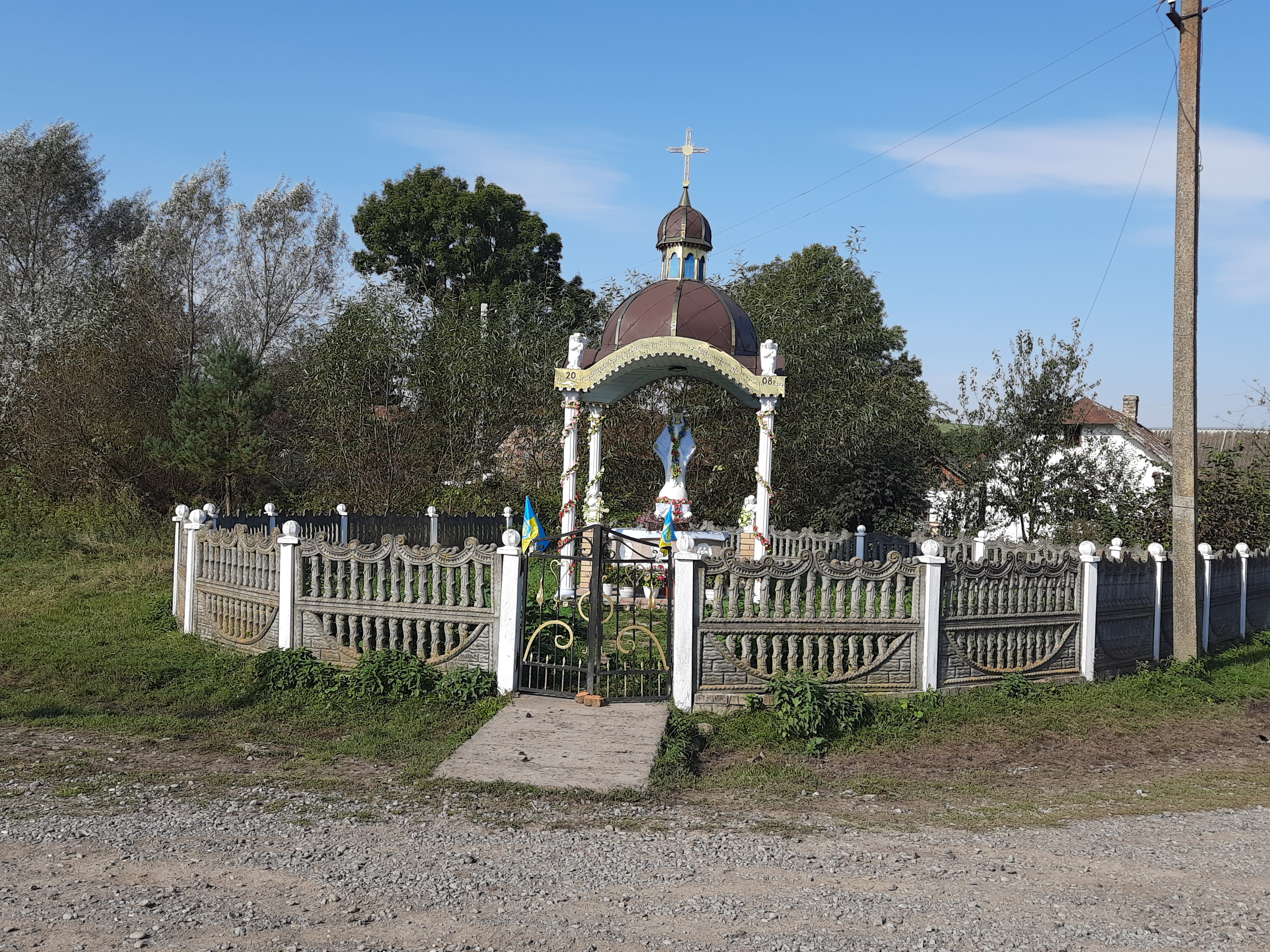
Статуя Божої Матері
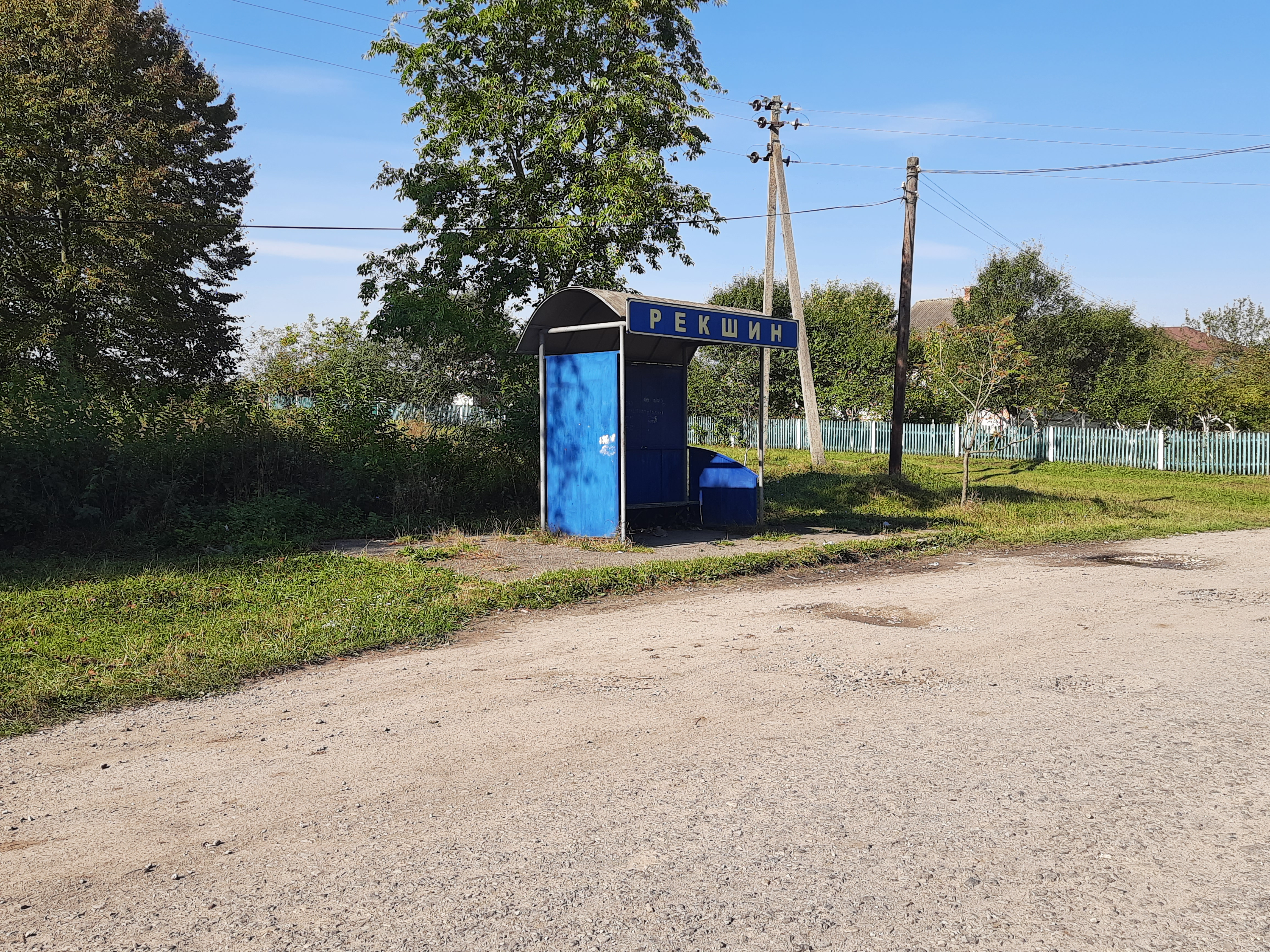
Автобусна зупинка
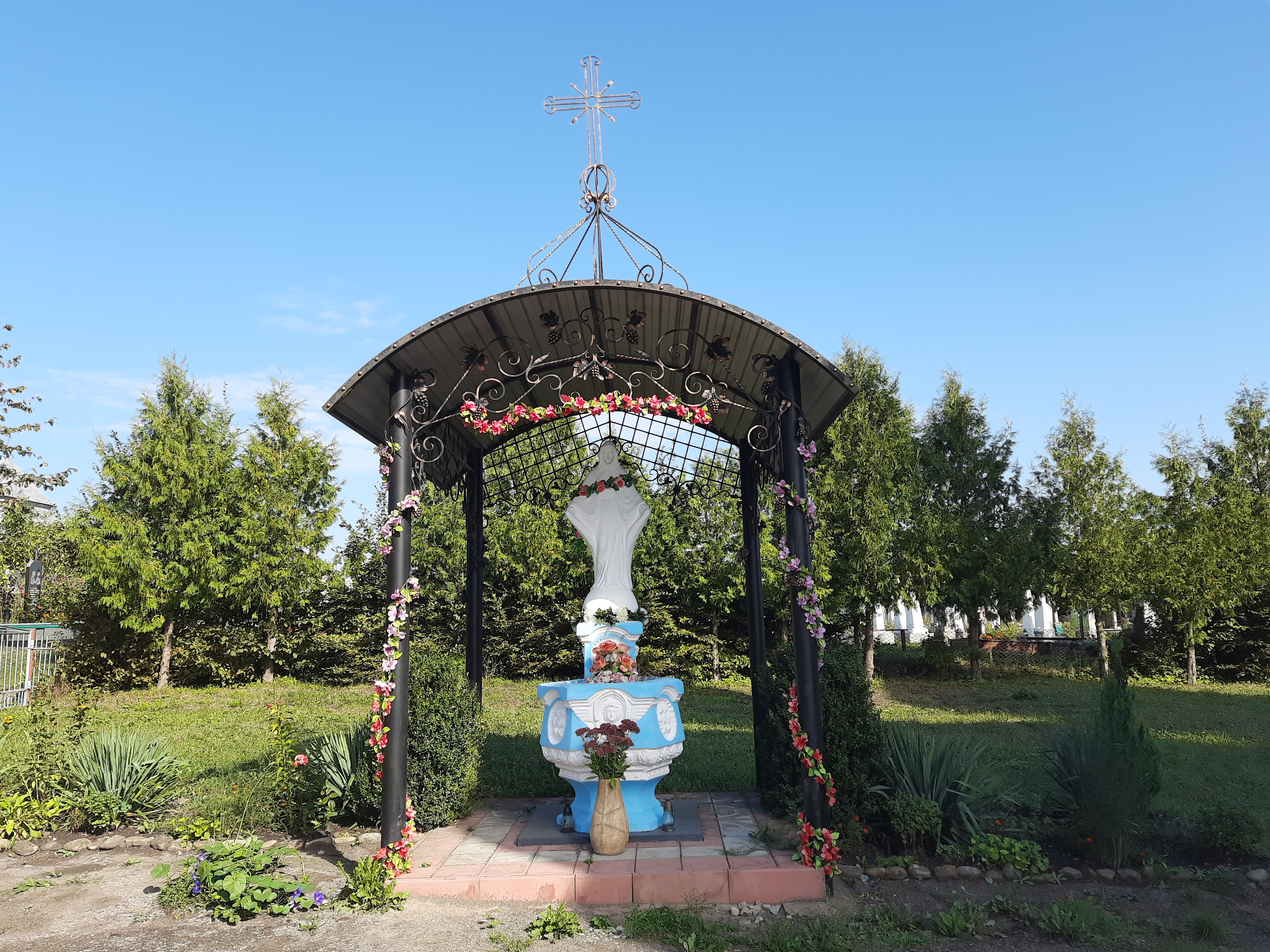
Статуя Божої Матері на околиці села